# Møllerup
Møllerup er en gammel hovedgård 5 km sydøst for Rønde på Djursland. Den fredede tre-fløjede hovedbygning blev opført i bindingsværk i 1681 og skalmuret i 1751.
Resterne af Marsk Stigs gamle borg er fundet under den nuværende hovedbygning.
Rundt om Møllerup findes landsbyerne Taastrup, Feldballe, Kejlstrup og Bjødstrup. Gårdene i de tre første af disse landsbyer har for størstedelens vedkommende været fæstegårde under Møllerup. Der hører 448 ha jord til Møllerup per 2011.

## Indtægtsgrundlag
I dag er Møllerups økonomi ikke kun baseret på landbrug og skovdrift, sådan som det har været almindeligt for mange godser. Ifølge Dansk Center for Herregårdsforskning er der tale om en flersidet virksomhed, der per år 2011 bliver drevet som følger: Landbrug, skovdrift, jagt/jagtudlejning, boligudlejning, og oplevelsesøkonomi.
Ifølge godsets hjemmeside omfatter virksomheden i 2016 desuden kontorhotel, hestepension, kro og kroferie, og event-arrangør. Herunder et årligt, "Verdensballet"-arrangement, hvor Dronning Margrethe flere gange har været gæst.
Møllerup har relationer til kongehuset. Lena von Lüttichau, mor til nuværende medejer, Anne Sophie Gamborg har været hofdame for Dronning Margrethe i 10 år.
Møllerup ejes af ægteparret Anne Sophie og Stig Gamborg. De skriver følgende om sig selv på godset hjemmeside:
"Vi" - er Anne Sophie og Stig Gamborg, men Møllerup Gods er et større familieforetagende. Vi har fire børn, der alle hjælper til – blandt andet når vi høster og arrangerer events. Anne Sophie Gamborg styrer landbruget og er aktiv i bestyrelserne for Nationalpark Mols Bjerge, Gammel Estrup samt Sektionen for Større Jordbrug. Stig Gamborg er hovedarkitekten bag udviklingen af Møllerup Gods som "inkubator" og er desuden direktør i Advance Non Woven.

## Marsk Stig
Møllerup har en dramatisk historie bag sig. Noget af den kom for dagens lys i forbindelse med restaureringen i begyndelsen af 1920´erne, hvor ejeren, Poul Carl, allierede sig med Nationalmuseet til at foretage udgravninger, der bragte det gamle middelalderlige Møllerups fundamenter for dagens lys. Det menes at være Marsk Stigs gamle borg fra sidste halvdel af 1200-tallet, der ligger under det moderne Møllerup. Udgravningerne blev foretaget af C. M. Smidt, der også er kendt for udgravningerne på Kalø Slotsruin.
Det er formodentlig Marsk Stig, der har opført det første Møllerup. Det har været en typisk middelalderborg, med tykke mure og meget små vinduesåbninger. Det mest bemærkelsesværdige ved borgen har været, at den var opført i mursten – brændt ler – et materiale, der dengang har været meget kostbart, da det var vanskeligt at fremstille med datidens teknik. Derfor blev stort set kun kirker, klostre (deraf udtrykket ”munkesten”) og borge opført i det nye vidundermateriale. Thorsager Rundkirke, cirka 10 kilometer fra Møllerup, er den første bygning i Jylland, der blev opført i mursten. Det var omkring år 1200. Senere blev også Kong Erik Menveds Kalø bygget af mursten i 1313. Alt tyder på, at det også er Marsk Stig, der har opført Feldballe kirke, der blev Møllerups kirke og som endnu i dag er præget af tilknytningen til Møllerup.
De mursten, der er brugt til opførelsen af det første Møllerup og til Feldballe Kirke, ligner hinanden, og leret til dem menes at stamme fra ”De Røde Grave”, der ligger i forbindelse med den middelalder-teglovn, som C. M. Smidt udgravede for Nationalmuseet i 1921 på en mark mellem Langesø og Feldballe. Det lokalt anvendte navn ”De røde Grave” kan hentyde til lerets farve eller til at der er fundet mange teglstensrester på området. 
Marsk Stigs Møllerup har stort set haft samme beliggenhed som det nuværende Møllerup. Sydfløjen har lige som i dag været hovedbygningen, og til den har der føjet sig såvel en øst- som en vestfløj, også lige som i dag. Hovedfløjen har været lidt kortere end i dag og sandsynligvis to eller tre etager høj. Marsk Stigs Møllerup har med diverse ombygninger i tidens løb stået til 1680, hvor Knud Gyldenstjerne opførte det nuværende Møllerup.
Marsk Stigs egentlige navn var Stig Andersen, og han tilhørte den magtfulde Hvide-slægt, der skiftevis samarbejdede og var i konflikt med kongemagten i Danmark i middelalderen. Mest kendt er det frugtbare samarbejde mellem Valdemar den Store og biskop Absalon af Hvide-slægten i slutningen af 1100-tallet. Valdemar den Stores efterfølger Knud (1182-1202) indsatte Peder Vognsen af Hvide-slægten som biskop i Aarhus. Det var Peder Vognsen, der satte arbejdet på at bygge Aarhus Domkirke i gang, og det var også under ham, Thorsager Rundkirke blev opført, sandsynligvis på initiativ af kongen, der formodentlig allerede på det tidspunkt har ejet Kalø-området, inkl. Thorsager.
Stig Andersens hovedbesiddelser var Bjørnholm og Møllerup. Han opnåede rigets højeste embede som marsk (ordets oprindelse er det samme som marskal). Men i 1286 var det slut med samarbejdet med kongemagten, for da blev den magtfulde marsk mistænkt for at stå bag mordet på kong Erik Glipping Sankt Cæcilie-nat (22. november) i Finderup Lade ved Viborg. I pinsen året efter blev han og en række andre danske stormænd dømt fredløse for mordet. 
Alle Marsk Stigs ejendomme, inkl. Møllerup, blev frataget ham. Meget tyder på, at marsken blev offer for et justitsmord – i hvert fald er hans skyld aldrig bevist. Han gik efter dommen sammen med andre fredløse i den norske konges tjeneste og slog sig ned på sin egen tidligere besiddelse, øen Hjelm, ud for Jernhatten på Djurslands østkyst. Herfra foretog han, støttet af den norske konge, togter mod den danske konges besiddelser på fastlandet, og her opbyggede han et større falskmøntneri, der sendte falske mønter i omløb i Danmark og dermed undergravede rigets økonomi. Såvel marskens tre voldsteder som hans falskmøntneri på Hjelm er bevidnet gennem udgravninger af Niels Engberg og Pauline Asingh for en halv snes år siden.

## Oprør
I 1313 rejses et stort jysk oprør mod Kong Erik Menved på grund af hans dyre krigspolitik i Nordtyskland og de deraf afledte udgifter, der blev dækket med store ekstra skatteudskrivninger. Blandt oprørerne er Anders Stigsen på Møllerup – Marsk Stigs søn. Oprøret knuses i blod ved hjælp af de samme dyrt købte nordtyske lejetropper, som var årsag til det, flere af lederne henrettes. Erik Menved tvinger oprørerne til at opføre fire tvangsborge, der skulle sikre ham kontrol over de oprørske områder. En af disse tvangsborge var Kalø, måske anbragt netop der som en kongelig knytnæve mod Anders Stigsen på Møllerup og bispen i Aarhus, der også havde støttet oprørerne. Hvad angik Anders Stigsen selv, så måtte han nu opleve det samme som faderen, nemlig at få hele sin ejendom konfiskeret til fordel for kongemagten. Anders Stigsen søgte herefter til Sverige og afgav troskabsløfte til den svenske konge.

## Knud Gyldenstjerne
I 1680 gjorde den unge adelsmand Knud Gyldenstjerne, der lige havde arvet Møllerup, et godt parti: han blev forlovet med datteren på det store nabogods Rosenholm, Elisabeth Rosenkrantz. På det tidspunkt stod Marsk Stigs gamle borg der stadigvæk. Men det repræsenterede med sine metertykke mure og små glughuller en svunden tid. Knud Gyldenstjerne kan have følt, at dette kunne han ikke byde en Rosenkrantz-brud. I hvert fald handlede han resolut, og rev den gamle middelalderborg ned og opførte i dens sted en prægtig hovedbygning i to etager og bindingsværk. Bygningen var identisk med den nuværende, blot blev den to generationer senere skalmuret, så bindingsværket i dag skjuler sig bag murene.
Alle staldbygningerne nedbrændte efter en mordbrand i 1709. Mordbrænderen havde myrdet kusken og ville slette sporene. Han blev pågrebet og henrettet. Elisabeth Rosenkrantz , der som nygift og gravid med sit første barn blev enke, lod derefter alle staldbygningerne nyopføre, og de er der stadig. Efter opførelsen af Knud Trolles østfløj i 1751 stod Møllerups bygninger stort set som vi ser dem i dag. I 1920 købte skibsreder Poul Carl godset og tilføjede det karakteristiske lille tårn midt på bygningen.

## Elisabeth Rosenkrantz
I perioden fra 1700 til 1721 sætter enken, Elisabeth Rosenkrantz, sit præg på Møllerup og omgivelserne. Hun var en stærk og myndig kvinde, men derudover var hun from, og som ældre tydeligt optaget af tanken om den ikke så fjerne død. Temaet ”memento mori” – husk, at du skal dø – var meget oppe i tiden, og også hos enken på Møllerup. I Feldballe kirke, godsets kirke, er der en for landsbykirker usædvanlig flot barok udsmykning med triumfbue og slyngede træsøjler, træstatuer af bibelske figurer, samt våbnene for Elisabeth Rosenkrantz og hendes to ægtemænd, Gyldenstjerne og Schack. Ved de kunstfærdige barokporte ved siden af alteret og om bag alteret møder man store træudsmykninger med vers, forfattet at Elisabeth Rosenkrantz selv, og alle kredser de om motivet døden og menneskelivets korthed. 

Enken på Møllerup havde også andre og mere jordnære tanker, nemlig uddannelsen af almuen. Hun byggede en skole ved indgangen til kirken – bygningen står der endnu, og den fungerede som skole til op i 1800-tallet og har derefter bl.a. været fattighus. Også i Kejlstrup og Nødager lod hun bygge en skole til almuebørnenes undervisning. Modellen var klart nok taget fra rytterskolerne på de kongelige ejendomme i samme periode, men alligevel kan man nok vurdere Elisabeth Rosenkrantz' indsats på dette område fremsynet og forud for sin tid.

## Trollerne
Elisabeth Rosenkrantz' datter Hilleborg giftede sig med Christian Trolle. Christian Trolle døde i 1709, så da Hilleborg overtog Møllerup efter Elisabeth Rosenkrantz' død i 1721, blev det fra den ene enke til den anden, idet Hilleborg på det tidspunkt allerede havde siddet enke i 12 år. Året efter overtagelsen lod Hilleborg den nuværende vestfløj opføre. Efter Hilleborgs død overgik Møllerup til sønnen Knud Trolle. Han lod den nuværende østfløj opføre i 1743, og lod hovedbygningen skalmure i 1751. Dermed havde Møllerup stort set fået det udseende, vi ser for os i dag. 

## Godsslagter
I godt et århundrede gennemgik Møllerup en noget stormomsust periode. 1790 gik godset, nu med Bogensholm, i arv til Frederik Wilhelm Rosenkrantz og en anden, som han udkøbte, tilsyneladende med det formål at sælge begge gårde. I 1796 sætter han Møllerup på auktion, og det bliver købt af birkedommer Morten Leemeier – den samme, som få år senere køber Kalø – og landvæsenskommissær Rasmus Müller. Snart er Müller dog eneejer, og han sælger i 1799 Møllerup til sin søn, Erik Chr. Müller i Aarhus, der var kendt som ”godsslagter”. Han købte godser op, udstykkede dem og solgte dem videre styk for styk og tjente på den måde betydelige summer. Det viste sig, at Møllerup var tiltænkt samme skæbne. Knap var godset købt, før Müller sælger alt fæstegodset fra. Også selve hovedparcellen formindskes ved udstykninger.
Til gengæld var man nu med Napoleonskrige, statsbankerot, tabet af Norge og dermed tabet af kornsalget til Norge, og derefter de elendige landbrugskonjunkturer efter at soldaterne var vendt hjem til ploven og sørgede for flere landbrugsvarer, nået til en periode, hvor priserne på landbrugsvarer og derfor også landbrug sank katastrofalt, og hvor det stort set ikke var til at skaffe købere. Da Erik Chr. Müller dør i 1827 er boet insolvent. Møllerup købes efter auktion billigt af ejeren af Skæring Munkegaard, Rasmus Schmidt.

## Handelsmand
Efter Rasmus Schmidt kom Møllerup igen i adelig besiddelse, idet det overgik til greve Frederik Ahlefeldt-Laurvig, og efter ham og hans enke Louise de Neergaard i 1900 til sønnen Frederik Wilhelm Ahlefeldt-Laurvig. Denne sidste var cand. polit. I 1907 antog han den store indre-missionske handelsmand Chr. Vester som forpagter, og han lånte efterhånden så mange penge af forpagteren, at de to til sidst i god samdrægtighed kunne konstatere, at han lige så godt kunne lade forpagteren overtage hele godset. Som sagt, så gjort, prisen aftaltes til 485.000 kr., og fra 1915 hed ejeren af Møllerup Chr. Vester. Men nu var Chr. Vester jo ikke handelsmand for ingenting. Tidspunktet var midt under Første Verdenskrig, og priserne steg voldsomt, ikke mindst på landbrug, hvor der var gode penge at hente ved salg af fødevarer til de krigsførende parter, jf. udtrykket ”gullaschbaroner”. Chr. Vester kunne snart se en fordel i at sælge Møllerup, og i 1918 solgte han det med en pæn fortjeneste for 1,3 mill. kr. til skibsreder V. Müller. Fortjenesten alene var på over 800.000 kr. En svimlende sum dengang. Noget tyder på, at det fik nogle tanker i gang hos den indre-missionske handelsmand. I hvert fald skal han have sendt Møllerups tidligere ejer grev Ahlefeldt-Laurvig en check på 80.000 kr. for at greven kunne få en andel af fortjenesten. En lidt usædvanlig fremgangsmåde – hvis det er sandt. Men Chr. Vester var på mange måder en utraditionel mand. Skæbnen var ham dog ikke gunstig i den sidste ende. Han blev et offer for den begyndende krise i 1930´erne og efter sigende også for sin tillid til en bankmand, som han overlod kontanter til så at sige i bunkevis, utalte bunker. Fra 1928 sad han og hustruen på aftægt i et hus, der tilhørte deres datter og svigersøn på Benzonshøj i Kolindsund. Vester døde 77 år gammel i 1940.

## Fru Kiss Carl
Ejer af Møllerup, Poul Carl, døde under en rejse til Frankrig lige før Anden Verdenskrigs udbrud i 1939. Han blev begravet i et mausoleum i Abildhoved, den lille skov lige sydøst for hovedbygningen. Her er senere også hans hustru fru Kiss Carl og deres barnebarn Flemming Lüttichau gravsat.
Fru Kiss Carl overtog styret på Kalø efter ægtemandens død. Det gjorde hun både myndigt og højlydt. Hun var ikke bange for at kommandere med folkene og give klar besked, både når hun var tilfreds, men måske især når hun var utilfreds med deres indsats. Hun forblev ejer af Møllerup indtil 1967, hvor barnebarnet Flemming Lüttichau tog over.
I første omgang meldte der sig dog nogle helt andre jordnære problemer, idet Møllerups hovedbygning blev konfiskeret af tyskerne, da de i 1944 tog fat på bygningen af Tirstrup flyveplads. Fruen blev sat ud af sin hovedbygning, og over for tyskerne hjalp det ikke hverken at protestere eller råbe højt. I resten af krigen var fru Kiss Carl forvist til en lejlighed, der blev indrettet i enden af hestestalden.
”Fruen”, som hun kaldtes og tiltaltes i det daglige, var en dygtig og anerkendt dressurrytter, og hestene var absolut hendes hovedinteresse. Hun drev eget stutteri og indkøbte ind imellem dyre avlsheste fra udlandet. Hendes heste var med i alle de toneangivende væddeløb i landet, og i nærmeste udland med, for den sags skyld. Stillingen som stutterimester på Møllerup var omgærdet med stor respekt, og kun de bedste beridere blev antaget på Møllerup. Den store hestestald, ridehallen og ridebanen vidner stadigvæk om Møllerups fortid som centrum for hesteavl og hestedressur.
Der går mange historier om fru Kiss Carl og hendes ”regimente” på Møllerup. Hun var en personlighed, det ikke var til at komme udenom. Det kunne undertiden være svært at følge Fruen i alle hendes ideer og påfund, for de var ikke alle sammen helt almindelige. Og hvis man som ansat på Møllerup ikke kunne ”stå for mosten”, så var det bare ud af vagten. Til gengæld var det sådan, at hvis man ikke bare snakkede Fruen efter munden, men turde gå i dialog med hende, og hvis man gjorde som der blev sagt og gjorde det godt, så kunne man have en rigtig god tilværelse på Møllerup. Det betød, at der efterhånden på godset opstod en trofast medarbejderskare, der blev på stedet årti efter årti, i flere tilfælde endda i generation efter generation. De folk, der kunne samarbejde med Fruen, fremhævede, at hun var fuldstændig regulær i den forstand, at hun sagde tingene ligeud, og man vidste altid, hvor man havde hende. Når hun nærmede sig et sted, hvor folkene arbejdede, ”larmede” hun altid godt i forvejen, så hun aldrig kom bag på nogen og folkene fik tid til at indstille sig på hendes ankomst. Til Fruens ”særheder” hørte interessen for dyr, ikke alene heste, men også ”eksotiske” dyr som papegøjer, æsler, sorte svaner m.fl. Der gik en flok æsler frit rundt på Møllerup og fandt føden, hvor de ville, og der var sorte svaner i voldgraven. Fruen havde en tam papegøje, der havde det med at slippe fri og nyde friheden i parken, hvor den satte sig i et af de højeste træer og råbte: ”Hold kæft! Hold kæft!” I sådanne tilfælde var der kun én, der kunne få fat i fjerkræet, og det var chauffør Nielsen, der i det hele taget havde en særlig position i hierarkiet på godset. Han var foruden bilkender også vinkender og var den, man hentede ind som ekspertise, når der skulle vælges vine til særlige lejligheder. Han boede i en komfortabel lejlighed oven på den store garage, der i dag er ombygget til aftægtsbolig for Lena Lüttichau. Og så var han altså den eneste, papegøjen havde tilstrækkelig respekt for til at stige ned fra det høje og lade sig indfange til fornyet fangenskab. Når Fruen kom ind til købmand Kjerrumgaard i Rønde for at handle ind, veg alle kunder som en selvfølge til side, så hun kunne komme frem og få, hvad hun havde brug for. Det tog Fruen også som en selvfølge.

## Lüttichau
En gren af den gamle adelsfamilie Lüttichau fra Tjele havde i begyndelsen af 1900-tallet via ægteskab fundet vej til godset Rohden ved Vejle. Folmer von Lüttichau fra Rohden blev i 1924 udnævnt til godsinspektør på Kalø. Muligvis i den forbindelse, er han kommet på nabogodset Møllerup, og her har kastet sine øjne på husets unge datter Ingeborg. De to blev gift og fik sønnen Flemming.
Da fru Kiss Carl i begyndelsen af 1960´erne begyndte at føle, at tiden var kommet til næste generations overtagelse af Møllerup, spurgte hun barnebarnet Flemming von Lüttichau, om ikke han kunne tænke sig at overtage godset.
Det blev i første omgang til en aftale om, at Flemming von Lüttichau og hans unge hustru Lena, der på dette tidspunkt var 19 år gammel, skulle forpagte Møllerup. Det skete fra 1962 og Lena og Flemming Lüttichau flyttede ind i forpagterboligen i den tidligere kostald, der for længst var ombygget til elevværelser og forpagterbolig. Her overtog Lena Lüttichau ansvaret for en husholdning på 30 – 40 mennesker, og det var i sig selv en udfordring for en pige på den alder. 
Den største udfordring var dog nok, at svigermormor blandede sig godt og grundigt i alt, præcis som hun altid havde haft for vane. Nu var Lena Lüttichau ikke uforberedt på denne situation, så med en god portion diplomatisk sans lykkedes det hende at manøvrere igennem. Det gik så tilpas godt, at Lena og Flemming Lüttichau fem år senere, i 1967, kunne overtage Møllerup som ejere.
Men Fruen blev boende i hovedbygningen, og Flemming Lüttichau var klar over, at det på trods af hans bedstemors utallige opfordringer ikke ville gå, at han og Lena flyttede ind i hovedbygningen. Fruen har måske følt det som et mildt pres for at flytte ud – i hvert fald flyttede hun med hele sit stutteri til Gavnø ved København to år senere. Dermed var generationsskiftet endelig gennemført. Fru Kiss Carl blev dog hurtigt træt af København, så et par år senere købte hun en større villa i Kejlstrup og flyttede tilbage til egnen. Her kom hun imidlertid for skade at fælde så mange af de store træer, at hun ikke mere havde lyst til at bo i dette ”Blæsenborg”. Så gik turen tilbage til København.
Men igen blev hun træt af hovedstaden og flyttede tilbage til hovedlandet, nu til en nyindkøbt villa i Vrinners. Her døde hun 97 år gammel i 1981. Dermed var en markant personlighed - en af den slags, vi ikke mere oplever mange af, faldet bort.
Lena og Flemming Lüttichau drev godset videre, dels som traditionelt landbrug med de i alt 385 ha. dyrket jord, dels ved at finde de nicher, der kunne skabe den ekstra indtægt, der gjorde det muligt at vedligeholde de mange historiske bygninger. Til disse nicheindtægter hørte jagterne. Der blev afholdt store ”Hubertus-jagter” om efteråret, og det kombineredes med fasanopdræt, så det sikredes, at der altid var noget at skyde. Desuden blev den gamle øst-staldfløj ombygget til en fornem herregårdskro under navnet ”Hubertus Kroen”. Driften af denne kombineredes med opdræt af perlehøns, der så serveredes som kroens særlige kendetegn. Kroen blev drevet ved forpagter. Hubertus Kroen blev både kendt og populær.
Hestestalden blev udlejet til forskellige. I en periode var den vinterkvarter for Cirkus Schumann. En moderne ridehal blev tilføjet. Den fine udendørs ridebane stod jo i forvejen til rådighed. I perioder har der også været drevet rideskole. Flemming Lüttichau arvede i 1965 fædrenegodset Rohden ved Vejle og drev derefter de to godser samlet. 
I 1987 lejede datteren Anne Sophie og hendes mand Stig Gamborg sig ind på Rohdens hovedbygning med deres firma, der havde slået sig på handelsforbindelser til Kina. Flemming Lüttichau blev hofjægermester og kammerherre, og Lena Lüttichau var i en halv snes år dronningens hofdame. De tætte forbindelser til kongehuset førte til en del kongelige besøg på Møllerup.

## Nutiden
I 2002 var tiden kommet til næste generationsskifte. Lena og Flemmings ældste søn, Frederik, overtog Rohden – og solgte den få år efter til Anders Kirk Johansen fra Lego-familien og købte for indtægten tre godser – Engestofte, Søholt og Ulriksdal - på Lolland. Anne Sophie og Stig Gamborg overtog Møllerup. Yngste datter havde i forvejen sammen med sin ægtemand Michael Tetzlaff overtaget den tidligere forpagtergård under Møllerup, Eriksminde, men solgte den tilbage til Møllerup og overtog i stedet Nørre Holmgaard i Vestjylland.
Anne Sophie og Stig flyttede med deres firma fra Rohden til Møllerup. Der blev indrettet gods- og firmakontor på loftet af den gamle hestestald. Efterhånden kommer ca. halvdelen af indtægterne til vedligeholdelse af bygningerne fra firmaet, der i øvrigt har udvidet aktiviteterne betydeligt og nu ikke mere specifikt har fokus på Kina. Man har således gang i et projekt med udvikling af uvævede måtter af naturprodukter til forskellige formål, og maskinen hertil optager hele den store agerumslade på avlsgården.
Anne Sophie og Stig Gamborg har (år 2013) fire børn i alderen 14 – 22 år, tre drenge og en pige. Som Anne Sophie Gamborg siger: ”Jeg håber, at næste generationsskifte kommer til at foregå lige så udramatisk som det generationsskifte, vi selv oplevede. Man er selvfølgelig som beboer af et gods med en så lang historie bag sig bevidst om, at man er et led i en lang slægtskæde, og at man kun for en periode har fået lov at forvalte arven, og at man har en forpligtelse til at passe på den og til sin tid levere den uskadt og tilpasset en ny tids krav videre til næste generation”.

## Garagenborg
Den gamle garage bagerst i parken blev indrettet til ”aftægtsbolig” for Lena og Flemming Lüttichau. Da dronningen under en sammenkomst hørte, at de var kommet til at bo i den gamle garage, udbrød hun: ”Jamen, min tidligere hofdame kan da ikke bo i en gammel garage. Jeg døber den hermed ”Garagenborg”. Og det har bygningen så uofficielt heddet lige siden.
De fire store porte ind til de fire bilgarager er blevet til store vinduespartier i bygningen, og da der tidligere var hele to lejligheder på førstesalen, vil man forstå, at der også pladsmæssigt er blevet lidt af en ”herskabsbolig” ud af det. Og bygningen passer sig med sine gule mure flot ind i Møllerups helhed. Flemming Lüttichau døde i foråret 2012, hvorefter Lena Lüttichau bor alene i ”Garagenborg”. 

## Vandmøller
’’’Navnet’’’ ”Møllerup” betyder stedet med de mange møller. Disse møller har ligget langs det vandløb, der også danner voldgraven omkring Møllerup. Det er i dag svært at forestille sig, at dette i dag meget beskedne vandløb i middelalderen har kunnet drive flere møller på sin vej mod havet, men det er ikke desto mindre rigtigt – om end mange af dem sikkert har været ganske små og primitive. Navnene på flere af møllerne er overleveret: Røde Mølle, Nymølle, Stampe Mølle (også kaldt Skovmølle) og Thue Mølle vest for gården i nævnte rækkefølge, Øje Mølle og Mads´s Mølle øst for gården. Betegnelsen ”Stampen” blev brugt af folk fra Bjødstrup langt op i dette århundrede om et sted ved bækken, hvor Stampe Mølle må have ligget, på gamle kort fra omkr. 1870 afsat tæt på Nymølle. En stampemølle var betegnelsen for en mølle, der ”stampede” (pressede, trykkede) det stive vadmelstøj, så det blev brugbart til beklædning.

## Ejere af Møllerup
- (1285-1293) Stig Andersen Hvide
- (1293-1320) Anders Stigsen Hvide
- (1320-1369) Stig Andersen Hvide
- (1369-1426) Anders Ovesen Hvide
- (1426-1430) Else Holgersdatter Krognos gift (1) Hvide (2) Rosenkrantz
- (1430) Inger Ottosdatter Rosenkrantz gift Flemming
- (1430-1457) Jacob Flemming
- (1457-1500) Anders Jacobsen Flemming
- (1500-1525) Inger Andersdatter Flemming gift Skovgaard
- (1525-1540) Magdalene Emmiksen gift Viffert
- (1540-1585) Albert Maltesen Viffert
- (1585-1592) Christen Albertsen Viffert
- (1592-1625) Hermann Kaas / Hartvig Kaas
- (1625-1649) Hartvig Bille
- (1649-1660) Predbjørn Gyldenstierne / Knud Gyldenstierne
- (1660-1682) Knud Gyldenstierne
- (1682-1683) Elisabeth Rosenkrantz gift (1) Gyldenstierne (2) Schack
- (1683-1703) Hilleborg Knudsdatter Gyldenstierne gift Trolle
- (1703-1709) Christian Trolle
- (1709-1734) Hilleborg Knudsdatter Gyldenstierne gift Trolle
- (1734-1760) Knud Christiansen Trolle
- (1760-1790) Birgitte Restorff gift Trolle
- (1790-1796) Frederik Christian Rosenkrantz
- (1796-1799) Morten Leemeyer / Rasmus Müller
- (1799-1827) Erik Christian Rasmussen Müller
- (1827-1863) Rasmus Schmidt
- (1863-1888) Frederik Ahlefeldt-Laurvig
- (1888-1900) Louise de Neergaard gift Ahlefeldt-Laurvig
- (1900-1915) Frederik Wilhelm Ahlefeldt-Laurvig
- (1915-1918) Christian Wester
- (1918-1920) V. Müller
- (1920-1939) Poul Carl
- (1939-1967) Kiss Carl
- (1967-2002) Flemming von Lüttichau
- (2002-) Anne Sophie von Lüttichau gift Gamborg / Stig Gamborg